# Колтон, Уильям Роберт
Уильям Роберт Колтон (англ. William Robert Colton; 25 декабря 1867[…], Париж — 13 ноября 1921[…], Кенсингтон) — британский скульптор, автор ряда памятников.

## Биография
Родился в 1867 году в Париже в семье британского архитектора. В 1870 году его семья вернулась в Лондон. В Лондоне сперва учился в Школе искусств, а затем (в 1889 году)  поступил в Королевскую академию художеств, где учился у Джозефа Эдгара Бома. Художественное образование завершил в Париже. 
В дальнейшем выставлял свои работы как на ежегодном Парижском салоне, так и в британской Королевской академии. В 1903 году был избран членом-корреспондентом, а в 1919 году — действительным членом Академии. Кроме того, с 1907 по 1911 год был в Академии профессором скульптуры. В 1921 году был избран президентом Общества британских скульпторов, однако скончался в том же году.

## Творчество
Уильям Роберт Колтон был одним из представителей британской «Новой скульптуры» (наиболее известный скульптор этого направления — Альфред Гилберт). На становление «Новой скульптуры» большое влияние оказал французский скульптор Жюль Далу, некоторое время живший и преподававший в Лондоне. 
В течение своей карьеры Уильям Колтон выполнил ряд заказов для британских колоний и доминионов: Британской Индии, Южной Африки и Австралии. Он также выполнил ряд мемориалов в память о погибших во Второй англо-бурской и Первой мировой войнах, а также надгробия, бюсты, мемориальные доски и т.д. 

## Галерея

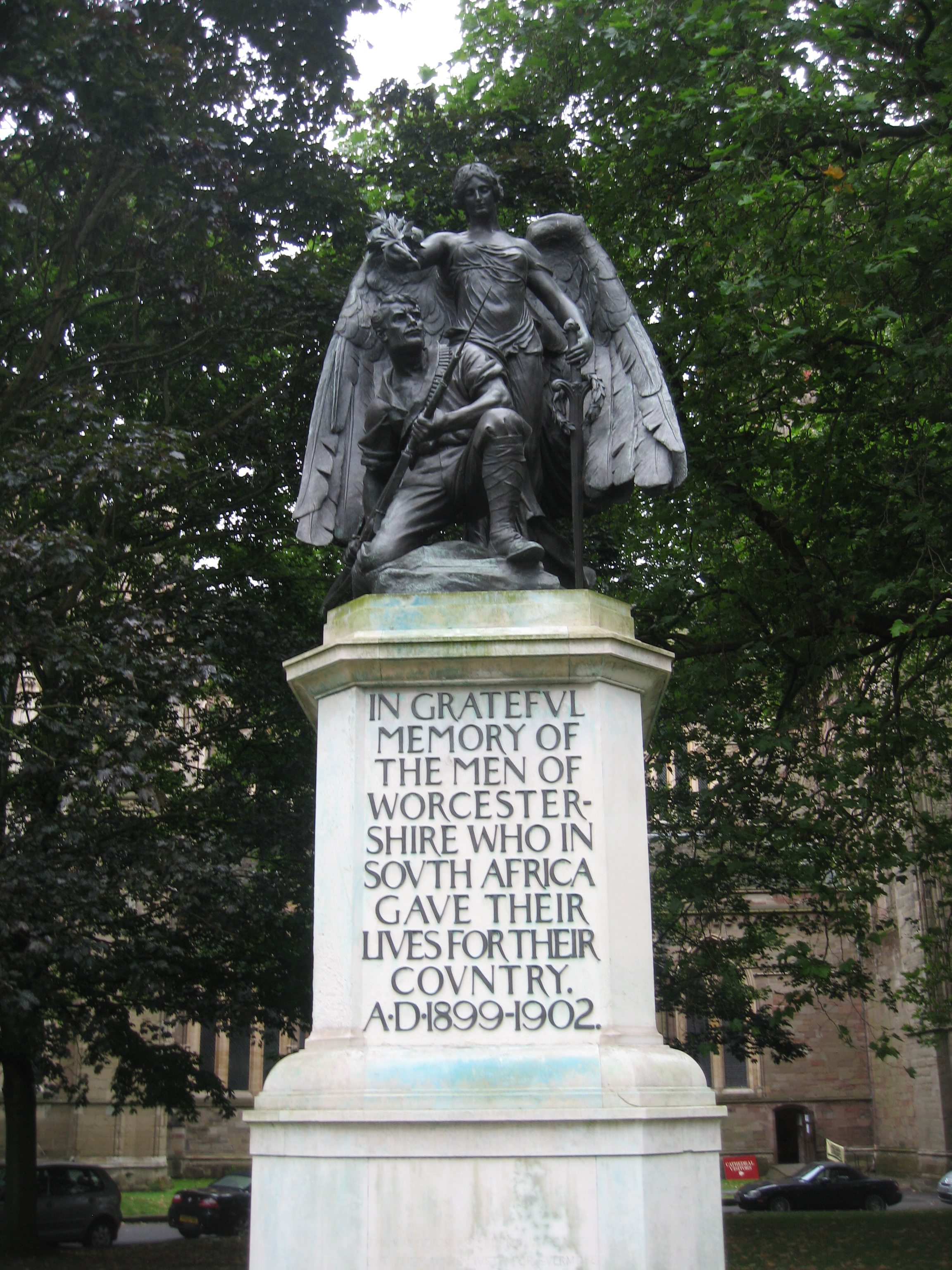
Мемориал погибшим во Второй англо-бурской войне в Вустере.
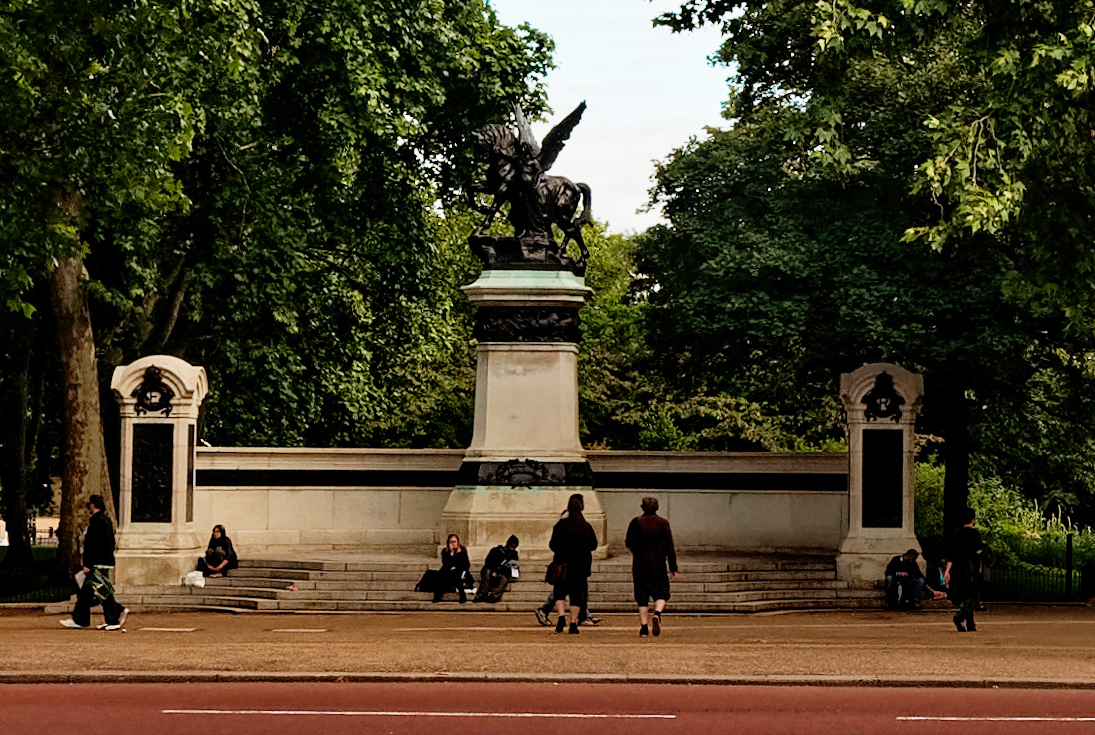
Мемориал солдатам и офицерам Королевской артиллерии, погибшим во Второй англо-бурской войне, Лондон
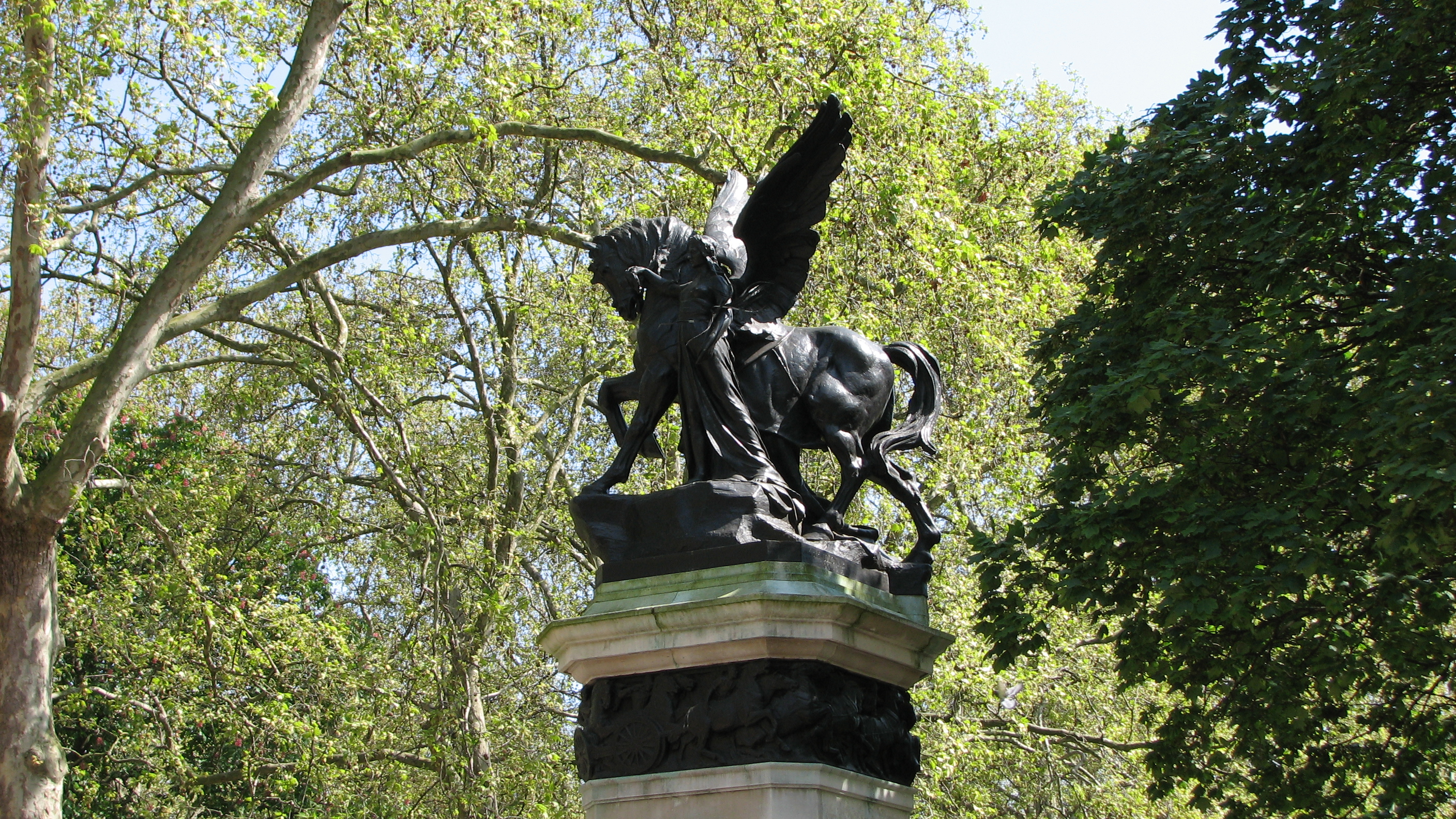
Тот же мемориал, центральная часть.
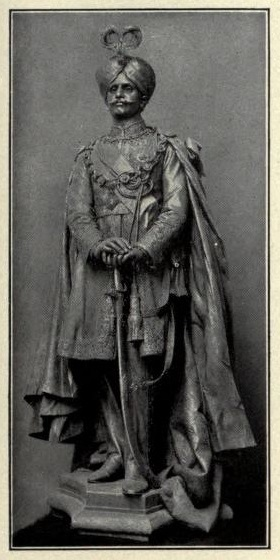
Махараджа Майсура Чамараджендра Водеяр X
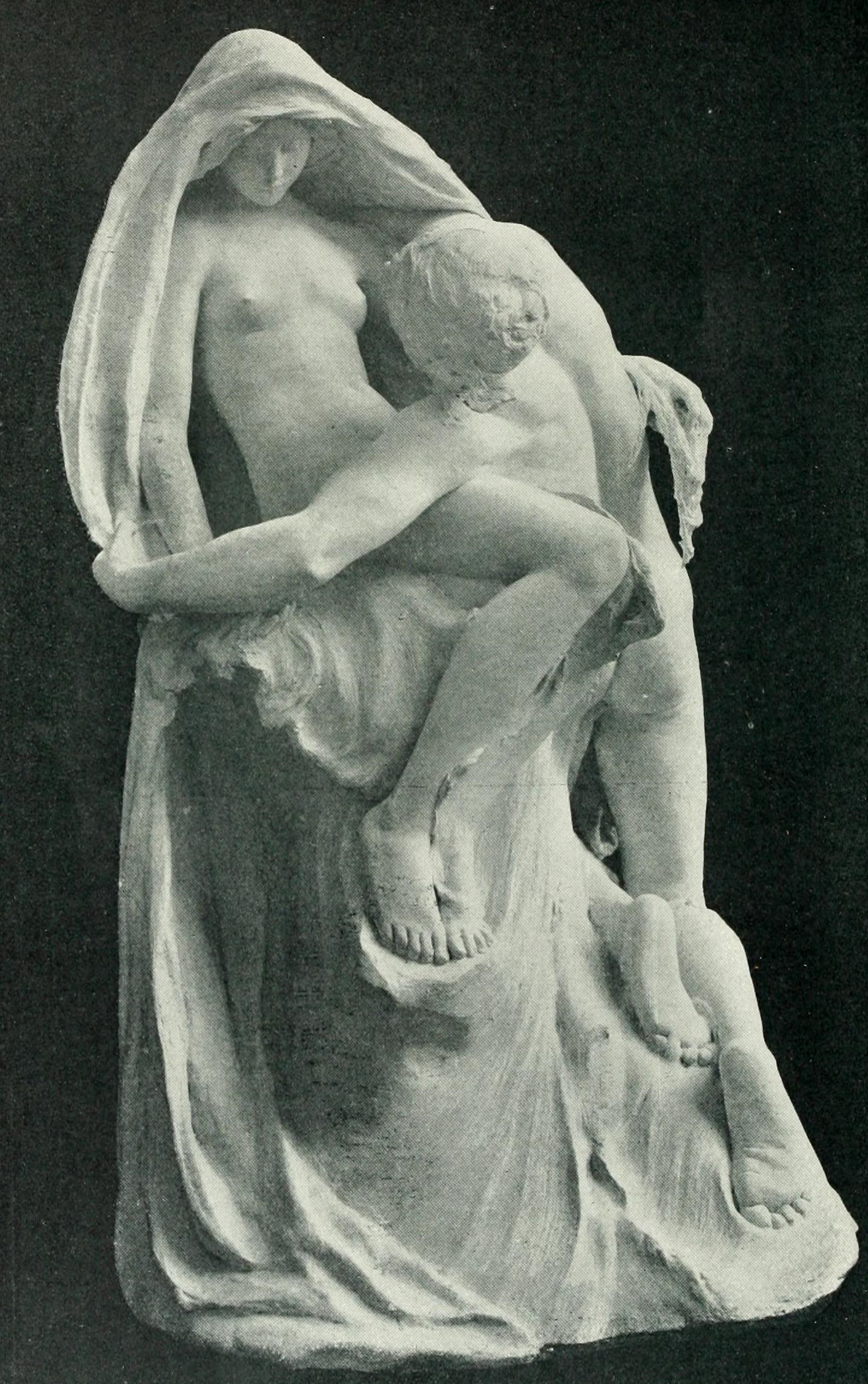
Река и Море

## Дальнейшее чтение
- Mary Chamot, Dennis Farr and Martin Butlin. (1964). The Modern British Paintings, Drawings and Sculpture, London.
- Spielmann, Marion Harry. (1901). British Sculpture and Sculptors of Today. London: Cassell. Internet Archive. Web. 22 December 2011.